# Sultan Omar Ali Saifuddin-moskén

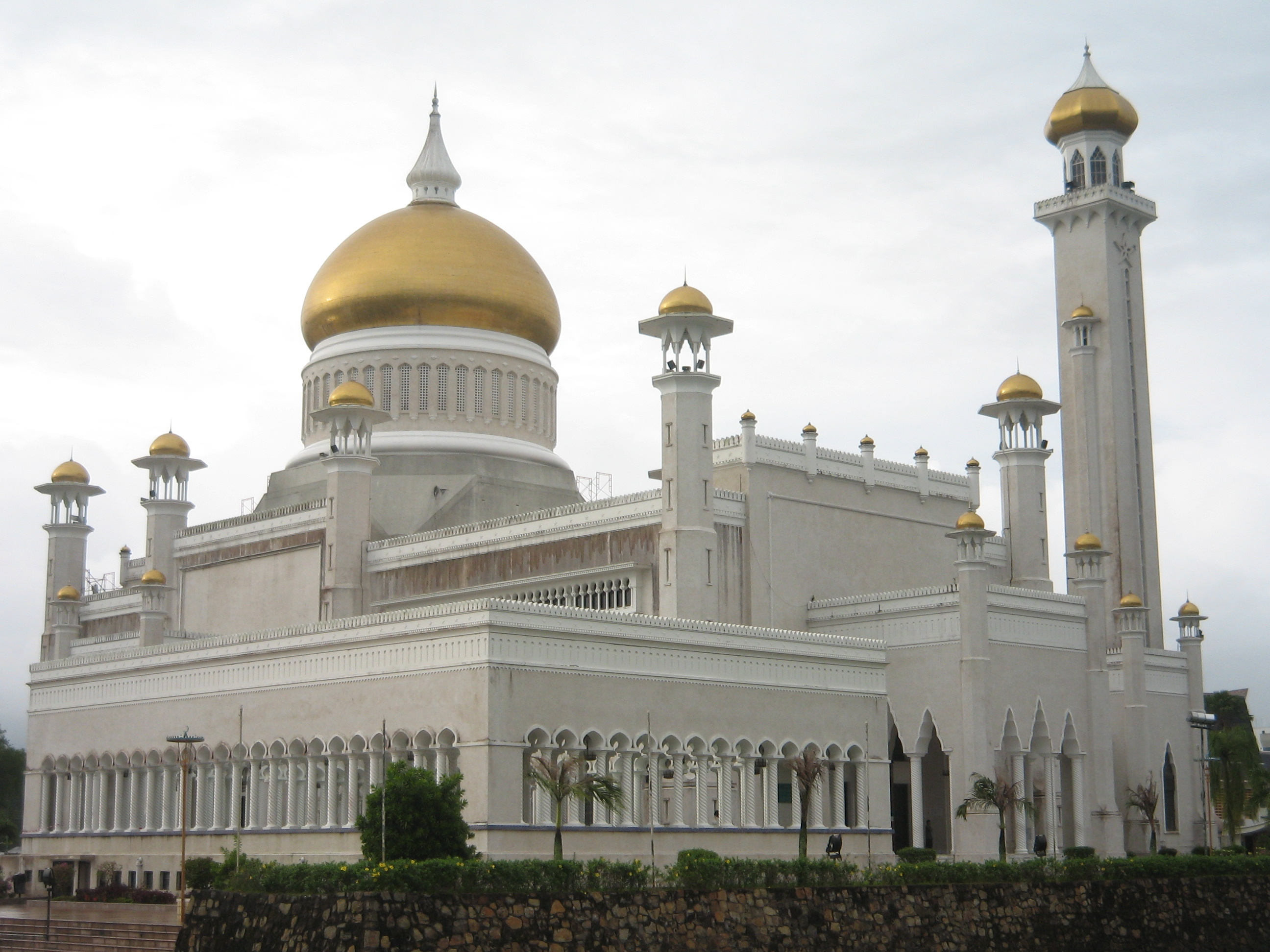
Sultan Omar Ali Saifuddin-moskén.

Sultan Omar Ali Saifuddin-moskén är en kunglig islamisk moské som stod klar 1958, belägen i Bandar Seri Begawan, huvudstaden i sultanatet Brunei. Moskén klassas som en av de mest spektakulära och vackra moskéerna i Asien och är en stor turistattraktion. Sultan Omar Ali Saifuddin-moskén anses bland folket i Brunei vara landets största landsmärke. Moskéns arkitektur har influerats både av islamiska och italienska stilar. Moskén är namngiven efter Omar Ali Saifuddin III, den 28:e sultanen av Brunei. Moskén är byggd vid en konstgjord lagun. Den är omgiven av träd och blomsterträdgårdar. I lagunen finns också ett skepp som används för officiella ceremonier. 